# Armandas Kelmelis
Armandas Kelmelis (Kaunas, 22 de marzo de 1998) es un deportista lituano que compite en remo. Ganó una medalla de bronce en el Campeonato Europeo de Remo de 2022, en la prueba de doble scull.

## Palmarés internacional
| Campeonato Europeo | Campeonato Europeo | Campeonato Europeo | Campeonato Europeo |
| Año                | Lugar              | Medalla            | Prueba             |
| ------------------ | ------------------ | ------------------ | ------------------ |
| 2022               | Múnich (Alemania)  | Medalla de bronce  | Doble scull        |